# The Groundhogs
The Groundhogs — британская рок-группа, образовавшаяся в конце 1963 года и исполнявшая — с конца 1960-х годов — тяжёлый блюз-рок с элементами прогрессивного рока, хеви-метала (позже — соула и ритм-энд-блюза).
Одно время группу, которую возглавлял певец, гитарист и автор песен Т. С. (Тони) Макфи (англ. T.S. McPhee), критики ставили в один ряд с Cream — в пользу этого сравнения работало и некоторое сходство Макфи-вокалиста с Джеком Брюсом. Однако The Groundhogs обладали и некоторыми своеобразными чертами: склонностью к неожиданным и продолжительным джэмам, способностью создавать нестандартные, часто острополитические тексты («Thank Christ for the Bomb»), преклонением перед Джоном Ли Хукером (само название группы было заимствовано из песни последнего) и экспериментами по соединению арт-рока с хеви-металом на традиционной блюзовой основе.
В США группа The Groundhogs остались практически неизвестны, но в Великобритании три их альбома в начале 1970-х годов поднимались в первую десятку UK Albums Chart.

## История группы
История коллектива началась в 1962 году, когда братья Пит и Джон Крукшенки (англ. Pete, John Cruickshank) образовали в Лондоне группу The Dollar Bills. Год спустя к ним присоединился Тони Макфи, гитарист инструментального ансамбля The Shcenuals. Именно он переориентировал группу на блюз и переименовал её в честь песни Джона Ли Хукера «Groundhog’s Blues». Группа сопровождала Хукера в британском турне 1964 года, временно — по предложению Джона Крукшенка — переименовавшись в John Lee’s Groundhogs. Позже именно Groundhogs выступали с гастролировавшими в стране Литтл Уолтером, Джимми Ридом и Чемпионом Джеком Дюпри. Хукер же остался сотрудничеством с группой так доволен, что приглашал её во все свои следующие британские поездки, причём предпочитал путешествовать в её фургоне Commer. В одном из своих интервью того времени она назвал «британской блюзовой группой номер один». Тогда же и Чемпион Джек Дюпри в интервью Melody Maker говорил, что Groundhogs — лучшая группа из всех, с кем ему приходилось играть.
В январе 1965 года The Groundhogs дебютировали с синглом «Shake It» («Rock Me» — на обороте), вышедшем на Interphon Records. В эти дни группа исполняла мягкий блюз-рок с отчётливо выраженным ритм-энд-блюзовым оттенком и элементами музыки соул. Позже в том же году The Hogs (так вскоре стали сокращённо их называть) в качестве аккомпанирующего ансамбля записали с Джоном Ли Хукером альбом, который вышел сначала под заголовком John Lee Hooker, затем был перевыпущен как Hooker & the Hogs. В 1966 году Чемпион Джек Дюпри пригласил Макфи (вместе с Эриком Клэптоном) к участию в записи своего альбома From New Orleans to Chicago. Тогда же вышли и два сольных сингла Макфи: «Ain’t Gonna Cry No More» и «You Don’t Love Me».
В 1966 году Groundhogs переименовались в Herbal Mixture; это изменение знаменовало и соответствующий стилистический сдвиг — от блюза в сторону психоделии. Группа выпустила два сингла: «A Love That’s Died» и «Machines», второй из которых позже издавался в компиляциях психоделического раритета, а также на CD-сборнике ранних записей Groundhogs, выпущенном Distortions Records. После распада Herbal Mixture Макфи некоторое время сотрудничал с John Dummer Blues Band; вскоре, однако, Groundhogs реформировались — по инициативе Эндрю Лодера (англ. Andrew Lauder), руководителя отдела A&R United Artists Records.
К моменту начала работы над дебютным альбомом группа работала в составе: Макфи, Питер Крукшенк, Кен Пустелник (англ. Ken Pustelnik, ударные), и Стив Рай (англ. Steve Rye, гармоника). Альбом  Scratchin' the Surface вышел на Liberty Records в ноябре 1968 года. За ним последовал сингл «BBD» (Blind Deaf Dumb) в 1969 году; в Британии он успеха не имел, но возглавил чарты в Ливане.
Второй альбом Blues Obituary был записан уже без Стива Рая; звучание его было отмечено влиянием прогрессив.
Для третьего альбома Thank Christ for the Bomb Тони Макфи сам написал все песни. Успеху пластинки способствовал Джон Пил: после того, как песня «Soldier» прозвучала в радиоэфире, альбом стал подниматься в чартах, достиг #9 в UK Charts и разошёлся тиражом 30 000 экземпляров.
Творческий и коммерческий пик The Groundhogs ознаменовал третий альбом Split; он поднялся до #5 в чартах и (согласно истории группы на официальном сайте), возглавил бы списки, если бы не прокол рекорд-компании, которая вовремя не поставила на склады продукцию, которая оказалась распроданной неожиданно быстро. Пластинка продержалась в чартах полгода, разошлась 100-тысячным тиражом и заняла шестое место в списках британских бестселлеров года. В том же году The Groundhogs провели турне с Rolling Stones. Концертные записи, сделанные продюсером Глином Джонсом и выданные Тони Макфи Миком Джеггером, сначала вышли в США проморелизом (тиражом в 100 экземпляров), а позже были изданы на виниле под заголовком Live at Leeds.
Едва только The Groundhogs превратились в «силовое трио», как их начали сравнивать с Cream. Основным связующим фактором тут был стиль вокального исполнения Тони Макфи, напоминавший манеру Джека Брюса. Группа уступала последним в изобретательности и была более прямолинейна, хоть и демонстрировала временами неожиданные переходы и риффовые сочетания. При этом тексты Макфи были гораздо более неожиданными, хотя — подчас туманными и малопонятными (особенно это касалось альбома Thank Christ for the Bomb).
Критика отмечала Макфи и как изобретательного, высокотехничного гитариста, блестяще владевшего акустикой, а также техникой игры слайдером. В какой-то момент его аранжировки стали весьма эклектичны: примером тому може служить Who Will Save the World? The Mighty Groundhogs! (1972). Альбом, записанный с меллотроном, — последний, побывавший в первой британской двадцатке, — был уже ближе к прогрессив-року, чем к блюзу; впрочем, критика отозвалась о нём в целом сдержанно. Начиная с этого момента группа утратила коммерческий потенциал в Британии, так и не став известной в США. В 1976 The Groundhogs распались; десять лет спустя — воссоединились в новом составе и начали гастролировать по Британии и Европе — в основном, давая концерты в небольших клубах, для небольшой, но постоянной аудитории.
После многолетних вариаций состава в 2003 году, в ознаменование 40-летней годовщины со дня образования группы, Тони Макфи собрал её оригинальный состав, продержавшийся вместе полтора года. Начиная с 2004 года Макфи уже выступал в дуэте с Джоанной Дикон, гастролируя с Алвином Ли и Эдгаром Винтером.

### 2007 — настоящее время
В 2007 году Тони Макфи возродил группу в новом составе, куда вошли басист Дэйв Андерсон (экс-Hawkwind) и барабанщик Марко Андерсон. Трио провело британские гастроли — совместно с Focus и Martin Turner’s Wishbone Ash. Начиная с 2009 года в трио на ударных играет уже Мик Джонс, и прежде неоднократно сотрудничавший с группой.

## Дискография

### Альбомы
- Scratchin' the Surface (1968)
- The Groundhogs with John Lee Hooker and John Mayall (1968)
- Blues Obituary (1969)
- Thank Christ For The Bomb (1970) (UK # 9)
- Split (1971) — UK # 5
- Who Will Save the World? The Mighty Groundhogs (1972) # 8
- Hogwash (1972)
- Solid (1974) — UK # 31
- Crosscut Saw (1976)
- Black Diamond (1976)
- Hoggin' The Stage (концертный альбом, 1984)
- Razor’s Edge (1985)
- Moving Fast, Standing Still (1986)
- Back Against the Wall (1987)
- Extremely Live (1987)
- Hogs On The Road (live) (1988)
- Foolish Pride (1993)
- Groundhog Night…Groundhog Live (1993)
- Who Said Cherry Red (1996)
- Bleaching the Blues (1997)
- Live at Leeds 71 (Live) (1998)
- Hogs in Wolf’s Clothing (1998)
- The Muddy Waters Song Book (1999)
- UK Tour '76 (1999)
- Live At The Astoria (2001)
- Live at the New York Club, Switzerland 1991 (2007)

### DVDs
- Live At The Astoria (1999) [Video]
- 60/40 Split (2005) [DVD]